# Rundskak
Reglerne i rundskak er næsten de samme som i firkant-skak, men bønderne skal rykke et felt mere for at blive forvandlet til officerer, og rokade findes ikke, da der ikke er nogen trygge hjørner at gemme sig i.
Hvis der er fri bane, kan et tårn eller en dronning rykke helt rundt, helt tilbage til sin oprindelige plads. Det kan være en fidus, hvis der er risiko for at sætte modstanderen pat.
Rundskak er opfundet omkring år 1000, i Byzans, det nuværende Istanbul.
Felterne nummereres sådan, indefra: Ring A, B, C og D, og striberne nummereres 1-16 i retning med uret. Felterne farves så at A1 er mørk, for at dronningen kan bekende farve, på felt A16. Imellem Stribe 1 og 16 er der en 3 mm bred hvid baglinje, som Sorts bønder skal over for at blive officerer. Tilsvarende har Sort en sort baglinje imellem Stribe 8 og 9.
| Rundskak   | Hvid                               | Sort                               |
| Konge:     | A1                                 | A8                                 |
| Dronning:  | A16                                | A9                                 |
| Tårne:     | D1, D16                            | D8, D9                             |
| Løbere:    | B1, B16                            | B8 B9                              |
| Springere: | C1, C16                            | C8, C9                             |
| Bønder:    | A2, A15, B2, B15, C2, C15, D2, D15 | A7, A10, B7, B10, C7, C10, D7, D10 |

De internationale mål for et rundskak-bræt:
Radier for brættets cirkler: 100,5mm; 102mm; 130,5mm; 159mm; 191mm; 226mm og 228mm. Med en sort kant inderst og yderst, måske med en tynd hvid hvid stribe ind imod felterne. Når banerne bliver bredere udad, så er det fordi det er nødvendigt, for ellers kan man ikke overskue de skrå træk.
Spillet er meget hurtigere end firkantskak og bliver sjældnere remis, men hvids fordel er også større i rundskak.

## Spilletips
Konge- og dronningebonden skal forsvares med alle midler.  Derfor skal man normalt ikke rykke dem frem.
Et tårn er stærkest, hvis det står på krydset imellem en fri stribe og en fri ring.
Tårnene kan nemmest rykke tilbage for at dække kongebonden, hvis de tre andre bønder er rykket frem.
Hele spillets kunst er at angribe på den modsatte side af, hvor modstanderen angriber. Man skal kunne forsvare sig, samtidig med at man ofrer brikker på brættets anden halvdel.
For Sort er det helt afgørende at få Hvid til at lave et overflødigt træk på den ene halvdel af brættet, så at sort kan få byttet af på den anden halvdel.